# Les Malpolis
Les Malpolis est un groupe de musique toulousain actif entre 1997 et 2012, aux textes volontairement caustiques et très directs.

## Historique
Les Malpolis sont créés en 1997 par deux amis de bistro figeacois, Pierick Rouquette et Stéphane Dardé. Lors d'un des premiers concerts dans un bar, le patron leur demande comment s'appelle leur groupe; leur réponse est alors « Les Malbaisés ! ». Le patron a alors annoncé à la place « les Malpolis », et le nom est resté. Ils enregistrent eux-mêmes leur premier album Et là... vlan ! l'année suivante puis un album live En public. Ces deux albums sont aujourd'hui presque introuvables et s'étaient vendus à environ 1000 exemplaires (pour l'ensemble des deux) d'après Pierrick Rouquette lors d'une interview en 2005 sur Canal Sud.
Ils signent leur premier contrat en 2000 avec le label Toulousain « Willing Production ». Ce contrat leur permet d'enregistrer un second album, Les Malpolis élargissent leur cible, en qualité studio. Les Malpolis sont encore aujourd'hui sous contrat avec ce label.
En 2001, pour les besoins de l'enregistrement de l'album Les Malpolis élargissent leur cible, Les Malpolis font appel au batteur et multi-instrumentiste André Vigier Latour. À la suite de cet enregistrement, il intègre définitivement le groupe la même année. 
Depuis 1999, ils ont tourné avec des artistes comme Jacques Higelin, Philippe Val, Les Wriggles, Debout sur le Zinc, Tryo, Sarclo, Wally, etc.
Après un retour au duo original (Pierick Rouquette et Stéphane Dardé) en 2011, les deux musiciens mettent un terme à l'aventure des Malpolis en 2012.

## Thèmes
Les Malpolis se distinguent par une écriture incisive et souvent humoristique. Les textes abordent des sujets variées : les sondages (« Sofres/Ifop »), les gens (« Les gens formidables »), les altermondialistes (« L'alter-mondialiste »), le racisme (« Pauvre petit facho »), la pollution (« Le pétrole »), le travail (« On veut pas du travail »), les jeunes (« Les Charlottes »), les sectes (« Alice au pays du New Age »), les 4 x 4… La cible préférée de ce groupe reste indéniablement les cons (cités dans plusieurs chansons, et sujet principal de deux d'entre elles : La joie des cons et Un con de progrès). 

## Membres
- Pierrick Rouquette (chant, guitare)
- Stéphane Dardé (chant, basse)
- André Vigier Latour (batterie, percussions, mélodica, toy-piano, guitare, basse et autres instruments bizarres)

## Discographie

### Single
- On veut pas du travail (2005)